# Bezpieczeństwo jądrowe
Bezpieczeństwo jądrowe obejmuje całokształt zagadnień i działalności naukowo-techniczno-organizacyjnych związanych z zabezpieczaniem i ochroną społeczeństwa przed zagrożeniami wynikającymi, lub mogącymi wynikać, z awarii, uszkodzeń lub obecności systemów, obiektów, urządzeń i materiałów będących źródłem promieniowania jonizującego.
Według definicji Państwowej Agencji Atomistyki bezpieczeństwo jądrowe to:
Stan osiągany przez całokształt przedsięwzięć organizacyjnych i technicznych podejmowanych w celu zapobiegania zdarzeniom radiacyjnym, związanym z działalnością z materiałami jądrowymi.
Podstawową dziedziną zainteresowania bezpieczeństwa jądrowego są reaktory jądrowe wytwarzające energię jądrową przekształcaną głównie w energię elektryczną.
Zwiększanie bezpieczeństwa tych obiektów można podzielić na:
- zwiększanie bezpieczeństwa w trakcie projektowania i produkcji elementów paliwowych
- zwiększanie bezpieczeństwa podczas eksploatacji reaktora,
- zwiększanie bezpieczeństwa podczas wymiany i składowania wykorzystanych elementów paliwowych.